# Is This Tomorrow
Is This Tomorrow: America Under Communism! (em tradução livre: Assim Vai Ser no Futuro? A  América sob o Comunismo!) foi uma revista em quadrinhos norte-americana de propaganda anticomunista publicada pela Catholic Catechetical Guild Educational Society de St. Paul, Minnesota, em 1947.

## Descrição
O objetivo declarado da revista era "fazer você pensar!" sobre os supostos 85 mil membros do Partido Comunista dos Estados Unidos, além de outros que atuariam "como quinta-coluna disciplinada do Kremlin", trabalhando "dia e noite — preparando o terreno para derrubar SEU GOVERNO!" e reduzir os americanos à "escravidão comunista". Suas 50 páginas descrevem então um golpe de estado nos Estados Unidos, liderado por um político americano ingênuo (que queima a Bíblia e morre justamente quando os comunistas tomam o poder), com ajuda de comunistas infiltrados nos altos escalões do governo dos EUA, sendo combatidos por americanos católicos armados (sem sucesso). A contracapa conclama os leitores a "Combater o Comunismo com — Os Dez Mandamentos da Cidadania."
A HQ inclui alguns dos primeiros desenhos publicados de Charles M. Schulz, criador de Peanuts, nascido em Minneapolis.

## Lançamento controverso
A revista causou polêmica ao ser lançada. Censores em Detroit a proibiram por conta da violência gráfica, mas recuaram quando um grupo de padres católicos anunciou planos para distribuí-la.

## Legado
Em janeiro de 1948, Woody Guthrie escreveu um artigo para uma revista sobre a HQ, que acabou não sendo publicado, intitulado Comics that ain't funny.
Entre 1991 e 1992, o título foi revivido como Is This Tomorrow? no Florida Flambeau, um jornal estudantil vinculado às universidades Florida State e Florida A&M, em Tallahassee, FL. De 2003 a 2005, tornou-se uma webcomic.
A capa original da HQ inspirou a capa do livro Red Scared!: The Commie Menace in Propaganda and Popular Culture, publicado em 2001.
A história em quadrinhos satírica Commie Plot Comics, publicada na National Lampoon em 1972, parodiou Is This Tomorrow e obras similares.
Is This Tomorrow permanece em circulação nos anos 2000.